# Aeroportul Stockholm Bromma
Aeroportul Stockholm Bromma (IATA: BMA, ICAO: ESSB) este un aeroport din Comuna Stockholm, Stockholm län, Suedia ce deservește zona Stockholm. Aeroportul a fost tranzitat în decembrie 2022 de 100.706 pasageri. A fost deschis în 1936 și numit după zona deservită.
Situat la o altitudine de 14 m, aeroportul dispune de 1 pistă. Este operat de Swedavia⁠(d).

## Infrastructură

### Piste
Aeroportul dispune de o singură pistă. Pista 12/30 are suprafața de asfalt și dimensiunile 1.668 m × 45 m. 